# Greven av Monte Cristo (film, 1934)
Greven av Monte Cristo (engelska: The Count of Monte Cristo) är en amerikansk dramafilm från 1934 i regi av Rowland V. Lee. Filmen är baserad på Alexandre Dumas roman med samma namn från 1844. I huvudrollerna ses Robert Donat och Elissa Landi. 

## Rollista i urval
- Robert Donat – Edmond Dantes / greven av Monte Cristo
- Elissa Landi – Mercedes de Rosas
- Louis Calhern – Raymond de Villefort Jr.
- Sidney Blackmer – Fernand Mondego, greven av Mondego
- Raymond Walburn – Baron Danglars
- O.P. Heggie – abbé Foria
- Irene Hervey – Valentine de Villefort
- Georgia Caine – Madame de Rosas, Mercedes mor
- Lawrence Grant – de Villefort Sr.
- Luis Alberni – Jacopo, Dantes medhjälpare
- Douglas Walton – Albert Mondego
- Paul Irving – Napoleon
- Juliette Compton – Clothilde
- Holmes Herbert – domare
- Clarence Muse – Ali
- Lionel Belmore – fängelsedirektören
- William Farnum – kapten Leclere
- Ferdinand Munier – Ludvig XVIII